# Joaquín Pallarés Allustante
Joaquín Pallarés Allustante (1853 - 1935), souvent abrégé en Joaquín Pallarés, est un peintre espagnol du tournant des XIXe et XXe siècles.

## Biographie
Né le 5 mars 1853 à Saragosse, Joaquín Pallarés étudie tout d'abord à l'Académie royale des nobles et beaux-arts de Saint Louis (Saragosse), puis à l'Académie royale des beaux-arts Saint-Ferdinand (Madrid). Il se forme ensuite à Paris et à Rome, à partir de 1881. De retour à Saragosse en 1886, il est nommé professeur de "Dessin de l'Ancien", à l'Académie royale, ainsi que conservateur du musée des Antiquités. Il démissionne en 1897 et s'installe à Paris, où il réalise de nombreuses œuvres pour la Goupil & Cie. Il retourne en Espagne en 1906, et s'installe à Barcelone, puis à Saragosse, où il décède le 17 mai 1935.

## Œuvre
La peinture de Joaquín Pallarés couvre de nombreux genres, depuis la création de portraits, jusqu'à la composition de fresques murales décoratives, voire religieuses. Il peint aussi de petits tableaux représentant des scènes de genre dans un décor du XVIIIe siècle.
Ainsi, il a par exemple peint la toile attachée à la croisée d'ogives du transept de la basilique Sainte-Engrâce, ainsi qu'un panneau pour le théâtre principal de Saragosse.